# Синдром Лоу
Синдром Лоу (англ. Lowe syndrome) — редкое рецессивное X-сцепленное заболевание человека, относящаяся к группе цилиопатий.

## История
Впервые описано в 1952 г. U. Lowe, M. Terry и E.Mc.Lachlan. В мировой литературе заболевание также известно как англ. OculoCerebroRenal  (OCRL) синдром, реже синдром Lowe-Terry-McLachlan, синдромом Lowe-Bickel, глазо-почечно-мозговым синдромом Fanconi, крайне редко синдромом Ziyl.

## Клинические симптомы
В типичных случаях проявляется катарактой, формирующейся в раннем детстве, глаукомой, гипотонией, гипорефлексией, задержкой умственного развития и разнообразными почечными нарушениями, включая неполную реабсорбцию бикарбонатов, почечный тубулярный ацидоз, синдром Фанкони и хроническую почечную недостаточность. Могут наблюдаться и скелетные аномалии,
включая остеоартрит, кифоз, сколиоз, множственную артропатию.

## Молекулярно-генетические механизмы
Причина синдрома Лоу — врожденная недостаточность фермента фосфатидилинозитол-4,5-бифосфат-5-фосфатазы, вызванная нонсенс- или стоп-мутациями в гене OCRL. Ген картирован на длинном плече Х-хромосомы (Хq25-q26). Таким образом, заболевание проявляется только у мужчин, в то время как женщины являются лишь носителями. Встречается с частотой 1:500000 новорожденных. Последние исследования показали, что клетки, полученные от пациентов с синдромом Лоу, имеют дефекты образования первичных цилий. Данные дефекты обусловлены недостаточностью фосфатидилинозитол-4,5-бифосфат-5-фосфата, являющегося критическим метаболитом, вовлеченным в везикулярный транспорт цилий

## Лечение
Своевременно назначенная диета с ограничением поваренной соли и галактозы, терапия синдрома Фанкони и рахита улучшают состояние больных. Кроме того, необходима коррекция метаболического ацидоза.